# Кошмари на Елм Стрийт 4: Господарят на сънищата
„Кошмари на Елм Стрийт 4: Господарят на сънищата“ (на английски: A Nightmare on Elm Street 4: The Dream Master) е американски слашър филм на ужасите от 1988 г.

## Сюжет
Внимание:  Текстът по-долу разкрива сюжета на произведението (или части от него)!
Минава известно време след събитията от Воини в сънищата, когато Кристен, Кинкейд и Джоуи са изписани от психиатричната клиника Уестин Хилс. Кристен вярва, че Фреди се завръща, явявайки се в сънищата на Джоуи и Кинкейд. Тя ги предупреждава, че това може да предизвика неговото завръщане.

## Актьорски състав
- Робърт Енглънд - Фреди Крюгер
- Лиза Уилкокс – Алис Джонсън
- Дани Хесъл – Дан Джордън
- Брук Тайс – Деби Стивънс
- Андрас Джоунс – Рик Джонсън
- Туздей Найт – Кристен Паркър
- Трой Нюкърк – Шийла Копеки
- Родни Ийстмън – Джоуи Питърсън